# Turn Me On
A Turn Me On David Guetta francia lemezlovas dala ötödik, Nothing but the Beat című albumáról. Nicki Minaj énekesnő is közreműködött a dalon.  David Guetta, Giorgio Tuinfort és Ester Dean szerezte a dalt, aki előtte Minaj Super Bass című dalán dolgozott. A dal vegyes kritikákat kapott. A Nothing but the Beat ötödik kislemezeként jelent meg. Amerikai rádiókon 2011. december 13-án debütált.

## Háttér
A Turn Me Ont Ester Dean, David Guetta és Giorgio Tuinfort írta. Egy interjú során David Guetta ezt mondta:
„Büszke vagyok arra, amit Nicki csinált a felvételen, mivel azok miatt az őrült rappek miatt ismerjük, de a másik felvételünkön úgy énekel, hogy az hihetetlen. A világot sokkolni fogja. Nem így ismerik őt.”

### Kompozíció

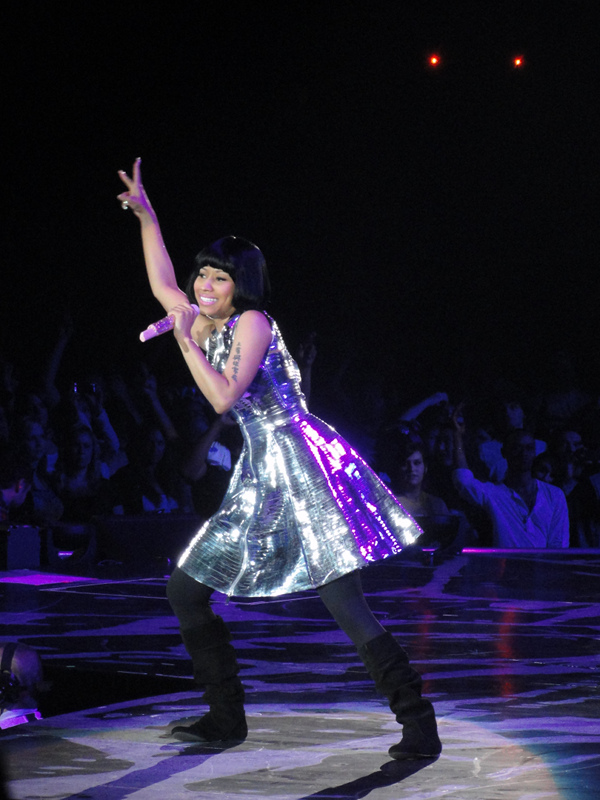
Nicki Minaj 2011-ben.

A Turn Me On egy tempós klubdal, Nicki hangjával, aki kívül van komfortzónáján - leginkább mivel nem rappel, hanem énekel rajta. A Nothing but the Beat című album második dala, melyen Minaj dolgozott. A másik dal a Where Them Girls At, mely kislemezként is megjelent. Minaj hangján érezhető az "auto-tune" hatás.

## Videóklip
A Turn Me On klipjét 2011 novemberében forgatták, Sanji rendezésében.

## Élő előadások
Guetta és Minaj közösen az American Music Awardson adták elő 2011-ben, később Minaj saját, Super Bass című számát is elénekelte Pink Friday című albumáról, egy részlettel a Sweat című felvételből. A dalt New Year's Rockin' Eve with Ryan Seacrest című műsorban is előadta.

## Kereskedelmi fogadtatás
A brit kislemezlista 20. helyén indult a kislemez. A Billboard Hot 100on 37.-ként indult, majd 25. lett a digitális eladások miatt.

## Megjelenések
| Ország           | Dátum              | Formátum |
| ---------------- | ------------------ | -------- |
| Egyesült Államok | 2011. december 13. | Rádió    |